# Georges Eekhoud
Georges Eekhoud (Anvers, 27. svibnja 1854. - Schaerbeek, 29. svibnja 1927.) je belgijski autor romana, pripovijetki, drama i kritika 19. i 20. stoljeća. Eekhoud je jedan od najznačajnijih pisaca belgijskog naturalizma. 

## Životopis
Georges Eekhoud rođen je 27. svibnja u Anversu u bogatoj buržoaskoj obitelji, ali je izgubio oba roditelja do svoje desete godine. Započeo je obrazovanje u Malinesu (Belgija) i nastavio ga u Švicarskoj. Tijekom kratkog boravka u Vojnoj akademiji u Bruxellesu učitelj mu je bio belgijski pisac Charles De Coster. Eekhoud je napustio akademiju nakon nekoliko mjeseci i emancipirao se od obitelji.
Nakon što je objavio nekoliko zbirki pjesama i sudjelovao u više književnih časopisa, vratio se u Belgiju gdje je započeo karijeru u novinarstvu. Postao je urednik belgijskih novina L’Étoile belge 1811. godine te je objavljivao radove u književno-umjetničkom časopisu La Jeune Belgique, koji kasnije napušta radi osnivanja časopisa Le Coq Rouge. 
Njegov prvi roman Kees Doorik objavljen je 1883. godine. Godine 1899. objavio je roman Escal-Vigor, što je uzrokovalo skandal jer je taj roman bio prvi roman belgijske frankofone književnosti koji se otvoreno bavi temom homoseksualnosti. Tijekom godina Eekhoud je držao predavanja iz književnosti, ali je bio primoran prestati s radom 1918. godine zbog svojih pacifističkih izjava u vrijeme rata. 
1927. godine postao je počasni član udruge Libre Pensée u Bruxellesu. Umro je 29. svibnja iste godine u Schaerbeeku.

## Teme i stil pisanja
Iako je bio Flamanac, Eekhoud je uglavnom pisao na francuskom jeziku jer je frankofona književnost u Belgiji toga doba smatrana prestižnom. Međutim, pisao je i popularne romane na flamanskom pod pseudonimom Gabriël d'Estrange.
Njegov je opus obilježen individualnošću i naturalizmom, a najvažnija mjesta radnje njegovih djela njegov su rodni grad Anvers te regija Campine. Eekhoud je u svojim djelima najnaklonjeniji i najviše pažnje pridaje marginaliziranim mjestima i bićima, kojima su razne okolnosti, bilo prirodne ili društvene, oduzele privlačnost.
Iz tog su razloga njegovi junaci uglavnom odmetnici u borbi protiv nepravda građanskog društva (Le Cycle Patibulaire, Mes Communions, L'Autre Vue), huligani, anarhisti, pobunjenici (Les Fusillés de Malines, Les Libertins d'Anvers), marginalci ili homoseksualci (Escal-Vigor).  
Njegov je stil također revolucionaran. Udaljivši se od čistoće jezika, Eekhoud je usvojio vokabular obojen lokalnim izrazima i žargonizmima, što čini sliku društva koju opisuje svojim djelima vjerodostojnom. Eekhoudov naturalizam je estetske prirode i svjedoči humanitarnoj borbi koju je pisac vodio protiv konformističkog društva početka 20. stoljeća.

## Izabrana djela
- Myrtes et cyprès, 1877.
- La Danse macabre du pont de Lucerne, 1878.
- Les Pittoresques, 1879.
- Kees Doorik, 1883.
- Kermesses, 1884. (hrv. Proštenja)
- Les Milices de Saint-François, 1886.
- Les Nouvelles Kermesses, 1887.
- La Nouvelle Carthage, 1888. (hrv. Nova Kartaga)
- Les Fusillés de Malines, 1891.
- Le Cycle patibulaire, 1892.
- Mes communions, 1895.
- Escal-Vigor, 1899.
- L'autre vue, 1904.
- Voyous de Velours, 1904-1926.
- Les Libertins d'Anvers. Légende et histoire des loïstes, 2009.
- La danse macabre du Pont de Lucerne, 1920.
- Dernières Kermesses, 1920. (hrv. Posljednja proštenja)
- Le Terroir Incarné, 1922.
- Magrice en Flandre ou Le buisson des mendiants, 1927.
- Voyous de velours ou L'autre vue, 1926
- Proses plastiques, 1929.